# Religions for Peace
Religions for Peace (français : Religions pour la Paix) est une conférence mondiale de représentants des religions, destinée à la promotion de la paix. Fondée en 1970, son secrétariat siège à New York, avec des antennes régionales en Europe, en Asie, au Moyen-Orient, en Afrique et aux Amériques. Religions for Peace jouit d'un statut consultatif auprès du Conseil économique et social des Nations unies (ECOSOC), de l'UNESCO et de l'UNICEF.

## Action
Religions For Peace promeut la coopération interreligieuse pour la paix, à l'échelle mondiale comme régionale. L'association veut dépasser le simple dialogue pour promouvoir l'action commune, en particulier pour transformer les conflits violents, construire des sociétés justes et harmonieuses, sortir de la pauvreté et protéger la planète,,. 
L'association affirme cinq principes fondateurs :
- respecter les différences religieuses ;
- agir pour des valeurs largement partagées ;
- préserver les identités de chaque communauté religieuse ;
- honorer les différences d'organisation des communautés religieuses ;
- soutenir les initiatives interreligieuses locales.

## Historique
Dès 1961, plusieurs représentants des grands traditions religieuses du monde commencent à réfléchir à un sommet pour la paix.
La première Conférence Mondiale a lieu du 16 au 21 octobre 1970 à Kyoto, au Japon. La deuxième en 1974 à Louvain, en Belgique, la troisième à Princeton (New Jersey), aux États-Unis, le quatrième à Nairobi, au Kenya, en 1984, la cinquième à Melbourne, Australie, en 1989, la sixième à Riva del Garda, en Italie en 1994, la septième à Amman, Jordanie en 1999, la huitième, à Kyoto, au Japon, en 2006, la neuvième Assemblée Mondiale à Vienne, Autriche, et la dixième à Lindau, en Allemagne en 2019,.
En 1986 est fondée l'antenne française. Son président est Ghaleb Bencheikh.
En 2001 est lancé le réseau Femmes de Foi de Religion for Peace, Global Women of Faith Network, qui rassemble plus de mille organisations religieuses de femmes. Le réseau mondial de la jeunesse de Religion for Peace, Global Youth Network, rassemble quant à lui six fédérations régionales.
Le président de Religion for Peace est le théologien catholique américain William F. Vendley de 1992 à 2019. Il est alors remplacé lors de la 10e assemblée nationale par la Dr Azza Karam, une femme musulmane néerlandaise, d'origine égyptienne, vivant aux États-Unis. Directrice du réseau Femmes de Foi de Religion for Peace de 2000 à 2004, elle est professeure en sciences des religions à l'université libre d'Amsterdam et consultante auprès de l'Organisation des Nations unies. Elle a été conseillère au Fonds des Nations unies pour la population ,.